# Скупштина у Крагујевцу (1829)
Скупштина у Крагујевцу је одржана 1. фебруара 1829.

## Народна скупштина у Крагујевцу
Како су тужбе из народа све више стизале на поједине старешине, упркос строгих одредаба које су постојале, требало је предузети мере да се то спречи. Сем тога и реформа унутрашње управе била је на реду. Кнез Милош нашао је стога да је потребно да се 1. фебруара 1829. састане скупштина да је обавести о мерама које намерава предузети, и да тражи од ње мишљење поводом тих нових мера.
У беседи, држаној том приликом, Милош је скупштини нагласио да је одредио да народни суд пошаље у све нахије комисију, да извиђа преступе појединих старешина и судова, као и да испита народ да ли му је шта тешко и да ли власти поступају по законима. Ta комисија ће обилазити све нахије свако пола године. Нико не сме да врши злоупотребу на тај начин што, кад нешто незаконито тражи, каже: то Господар захтева. Сем тога, Милош предаје Народном суду на управу сва добра беглучка и мукадска, с тим да приходи од њих иду у народну касу.
Милош је обавестио скупштину да намерава „списати“ законе, да би судови имали на основу чега једнообразно да суде. Један део „Закона казнителни“ већ је приправљен и има само још да се прегледа и штампа, па ће бити достављен свима судовима да се по њему управљају. Постепено ће се издати и остали закони за целу земљу.
Финансијске прилике у земљи, казао је Милош, после другог устанка и неколико година по томе, биле су тешке, па се једва везао крај с крајем. Мудром управом постигло се за последњих неколико година толико, да у народној каси стоји готовина која износи око три милиона гроша који се, у случају нужде, могу корисно употребити.
„Оно што вам говорим, то нек остане међу нама“, наглашавао је Милош у беседи. „Народни суд нека узме подуправу мукаде и беглуке који и даље треба да остану на имену кнежеву, јер питање је да ли би их Порта коме другом дала. A када на снагу ступи хатишериф који се очекује, онда нека свако зна да су та добра народна и да припадају држави. Дужност Народног суда нека буде да земљу по варошима и касабама, коју Турци продају a нико други не може да купи, откупе за рачун државе „. .. јер — једампут ваља нам је откупљивати, бадава нам неће доћи!"
И једно своје породинно питање и само делимично питање целе земље, изнео је Кнез Милош пред скупштину. Кнежевићи Милан и Михаило поодрасли су, уче читати и писати, „јер ако сада не науче што док су млади, кад одрасту — неће. Код нас нема школа да би се у земљи могла школовати, треба их дакле послати тамо где има школа." Где да их пошаље? У Земун, Пешту или Беч? И скупштинарима Милош саветује да, колико год могу, дају децу на науке „будући да земља наша такожде треба да се просвештава, просвјешченије од ваше деце да се започне и на народ пресељава. Остављајте науку, a не злато и крчевине!"
Милош, на крају, тражи да скупштинари размисле о свему што им је рекао и да му „откривено“ кажу своја мишљења како поједине ствари треба да се изведу и уреде.